# El jinete pálido
El jinete pálido (título original: Pale Rider) es una película del género wéstern producida, dirigida e interpretada por Clint Eastwood, estrenada el 28 de junio de 1985, que supuso una reactualización de un género que se creía agotado, y cuyo éxito de público y crítica propició la realización de posteriores filmes que se encuentran entre los mejores del género, como Dances with Wolves o Unforgiven, esta última del mismo autor.

## Argumento
En un remoto lugar perdido entre las montañas, un grupo de mineros trabaja duro para arrancarle a la tierra el oro que les permita dar de comer a sus familias y mantener la ilusión de un mañana mejor. Pero muy cerca de ahí, el imperio minero del malvado Coy LaHood amenaza esta tranquila existencia. De hecho, este magnate de la depredadora minería industrial de la región, dueño de casi toda la humilde ciudad de LaHood, ansía las tierras ricas en oro de estos trabajadores mineros, pues sus pozos ya se encuentran prácticamente agotados. Ante la tozuda negativa de estos a cederle o venderle sus explotaciones, LaHood recurre a todo tipo de coacciones, amenazas, ataques y chantajes. 
Cuando ya casi está a punto de conseguir su objetivo, un misterioso forastero viene a cambiar la situación. Este forastero sin nombre, al que todos llaman Predicador, consigue insuflar el coraje y el espíritu de equipo que posibilitarán un drástico vuelco de la situación. Pero LaHood aún se reserva un as bajo la manga: el temible e implacable comisario Stockburn y su equipo de seis ayudantes, un grupo de calificados asesinos a sueldo que le hacen el trabajo sucio a quien pueda permitirse pagar sus elevados honorarios, algo que LaHood puede. Ante semejante amenaza, el Predicador retoma las armas que un día abandonó para dedicarse a la asistencia espiritual, y decide enfrentarse solo a Stockburn y sus secuaces, para ayudar a sus «amigos» mineros, pero también para saldar una vieja deuda de su oscuro pasado que tiene con Stockburn y sus asesinos.

## Análisis
El jinete pálido supuso un soplo de aire fresco que revitalizó completamente el género del wéstern, agotado desde hacía ya muchos años. Bebiendo directamente de fuentes clásicas del género, como Raíces profundas (de hecho, es una especie de nueva versión de esta película) o Solo ante el peligro, y del spaghetti western como El bueno, el feo y el malo, la película se inscribe plenamente en lo que podríamos llamar «western psicológico». Utilizando elementos narrativos diversos, combinados con detalles técnicos elegantes y sutiles al tiempo, la película construye una historia sólida, compleja y sumamente estética.

### El personaje
El Predicador es, tal vez, el personaje más extraordinario de cuantos han aparecido jamás en una película del Oeste, y la cima interpretativa de Eastwood, al menos en este género. Este género siempre se caracterizó por ser el más maniqueo: los buenos (los blancos decentes y los agentes del orden), contra los malos (los indios y los maleantes). Unos y otros siempre claramente identificables en eterna lucha que arrastraba al espectador, presumiblemente del lado de los «buenos». En la época de madurez del género, esta situación empezó a cambiar y los buenos ya no lo eran tanto ni los malos eran tan malos, y a veces no se podía catalogar claramente a un personaje como «bueno» o como «malo». Los personajes se fueron enriqueciendo y complicando cada vez más. En Il buono, il brutto, il cattivo, por ejemplo, Blondie o el Rubio (interpretado por Clint Eastwood), es «el bueno», pero ya desde el principio comprobamos que parece tan malvado, cruel, amoral y sinvergüenza como los otros, si no más; Tuco (Eli Wallach), que pasa por ser «el feo» y también un maleante, tiene durante la película gestos que le humanizan y en ciertas ocasiones despierta incluso la compasión y la ternura del Rubio y, también, del espectador, que desarrolla una cierta simpatía hacia un personaje en principio «malo». Esta dualidad alcanza su cenit en el personaje del Predicador. Es, al mismo tiempo, un ángel y un demonio. Además, literalmente. Sí, porque en varias ocasiones se sugiere su carácter y origen sobrehumanos, mientras que también parece ser un ser infernal, colmo del Mal. En El jinete pálido, su misma aparición ya lo deja entender: durante la plegaria desgarradora de Megan (Sydney Penny), pidiendo a Dios un milagro para salvarse, aparece un jinete sobre un caballo tordo descendiendo la montaña, y plegaria y jinete se van sucediendo el uno a la otra y viceversa, como si el jinete no vagara por casualidad, sino que fuera la materialización de ese milagro suplicado por la chica.

## Reparto
| Actor            | Personaje           |
| ---------------- | ------------------- |
| Clint Eastwood   | El Predicador       |
| Michael Moriarty | Hull Barret         |
| Carrie Snodgress | Sarah Wheeler       |
| Richard Dysart   | Coy LaHood          |
| Chris Penn       | Josh LaHood         |
| Sydney Penny     | Megan Wheeler       |
| Richard Kiel     | Club                |
| Doug McGrath     | Spider Conway       |
| Chuck LaFont     | Eddie Conway        |
| Jeffrey Weissman | Teddy Conway        |
| John Russell     | Comisario Stockburn |
| Billy Drago      | Alguacil Mather     |
| Charles Hallahan | McGill              |
| Fran Ryan        | Ma Blankenship      |

## Producción
La película, aunque se supone que se ambienta en una zona minera de California, se rodó en su mayor parte en Idaho. Allí se construyó el pueblo para el rodaje a 16 millas al noroeste de Ketchum. Solo la escena de la estación de tren se rodó en California en el Parque Histórico Ferroviario de Jamestown, como en muchos otros films.
El rodaje solo duró 2 meses. Cabe también destacar que, como consecuencia de sus problemas de espalda, Richard Kiel debía montar a caballo subiéndose primero a una pequeña plataforma, que el primer caballo que se le asignó a Richard Kiel no pudo soportar su peso y hubo que proporcionárle otro más fuerte por ello, que la estación de tren es la misma que se utilizó posteriormente en Back to the Future Part III y que, filmando una escena a caballo, Clint Eastwood sufrió una luxación en un hombro como consecuencia de una caída cuando su cabalgadura resbaló sobre una capa de hielo fino

## Recepción
La película fue un gran éxito de taquilla. Asentó las bases para que Eastwood se convirtiese en un director mejor ya que desarrolló en este filme muchas de las claves que luego apuntalarían su obra maestra y una de las mejores producciones cinematográficas de toda la historia del cine: Sin perdón (1992). La película se convirtió además con el tiempo en un filme de culto. Finalmente también tuvo grandes críticas.